# 且听风吟
《聽風的歌》（日语：／ Kaze no uta o kike），是日本作家村上春樹的第一本小说，於1979年由講談社發行單行本，获得了第22回日本群像新人文学奖。

## 簡介
该小说与作者后来的作品《一九七三年的弹子球》、《寻羊冒险记》常并称为《鼠的三部曲》。
简体中文译本由林少华翻译，繁体中文译本则由赖明珠翻译。
小说篇幅不长，情节也较简单，以第一人称叙述。
“我”是一个在东京上大学的学生，1970年在家乡渡暑假的时候，整日与朋友鼠一起在酒吧喝酒聊天。一天“我”在酒吧，鼠没有来，“我”却在卫生间看见一个左手没有小指的女孩醉倒在地。于是“我”送她回家，并为防止出事陪其过夜，结果反而造成误会。几天之后，两人在一家唱片店偶然相遇，并开始交往，逐渐亲密。这段恋情到“我”的暑假结束共持续了18天。之后，“我”回到东京。等到寒假“我”再次回到家乡时，女孩已杳如云烟。

## 外部連結
- （日語）風の歌を聴け (講談社文庫) （页面存档备份，存于）
- （繁體中文）博客來書籍館 > 聽風的歌
- （简体中文）中國圖書網.台灣 > 村上春樹文集—且聽風吟